# Parafia Podwyższenia Krzyża Świętego w Bujakowie
Parafia Podwyższenia Krzyża Świętego w Bujakowie – parafia rzymskokatolicka w Bujakowie w dekanacie międzybrodzkim (dawniej dekanat Bielsko-Biała III – Wschód), diecezja bielsko-żywiecka. Erygowana w 1961.